# Parc Francesc Macià
El Parc Francesc Macià és una de les atraccions més populars del Maresme i un dels parcs amb major extensió de Catalunya, exactament amb 40.000 metres quadrats. Aquest està situat a Malgrat de Mar, exactament al llarg de la riera de Palafolls.
El parc és obert tot l'any. El seu horari d'obertura entre els mesos de juny i setembre és de 8h a 22:30h. Mentre que l'horari entre els mesos d'octubre i maig és de 8h a 20h.

## Origen
La idea principal pel que fa a la seva creació era de fer una zona verda al municipi per tal de crear un parc i, alhora, un element d'atracció turística.
El projecte inicial va començar l'any 1998 i es va dur a terme en dues fases, les quals van ser finalitzades per complet el 2007. L'obra va ser realitzada en part gràcies a les diferents escoles taller concedides a l'Ajuntament de Malgrat de Mar per promoure la inserció laboral dels joves del municipi.
Per acabar, el parc també ha contribuït a la reforma dels barris del Castell i la Verneda, que gràcies a altres creacions i reformes de caràcter urbanístic, han permès que els veïns notin millores a l'entorn urbà de la zona on viuen.

## Zones del parc
El parc consta amb 4 zones diferenciades: zones esportives, zones de jocs infantils, l'amfiteatre i les zones de pícnic i descans.

### Zones esportives
Estan obertes a totes les edats. S'hi troben camps de petanca, de vòlei, pistes polivalents de bàsquet i futbol, taules de tennis taula i una zona de skatepark per patinar.

### Zones de jocs infantils (diferenciades per grups d'edat)

#### Zones de jocs per a infants de menys de 3 anys d'edat
Aquestes estan situades prop de les zones de pícnic per la seguretat dels pares.

#### Zones de jocs per a infants i joves de 3 a 14 anys d'edat
Consten amb gronxadors, tobogans, tirolines i altres espais de diversió.

#### Zona de jocs auditius per a totes les edats
Aquesta està dedicada al goig de tots els usuaris del parc mitjançant tots els sentits.

### Amfiteatre
Espai dirigit al desenvolupament d'espectacles culturals.

### Zones de pícnic i descans
Espais dirigits a les famílies. Són zones espaioses, amb punts de reciclatge per tal de contribuir amb el medi ambient, i amb fonts i zones d'ombra per tal de fer més agradable l'experiència.

## Botànica
En quant a la botànica del parc, aquest consta amb una vegetació singular. S'hi poden trobar una gran varietat d'espècies autòctones majoritàriament adaptades per tal de reduir el consum d'aigua, ja que el sistema de reg utilitzat és totalment sostenible.
El projecte paisatgístic del Francesc Macià proposa una gran varietat d'espècies vegetals amb arbres de tot tipus (fulla caduca, perenne, de diverses mides i volums). Això conclou en una gran riquesa visual i suposa la fusió d'un petit jardí botànic, un espai dedicat al goig i amb l'element didàctic.
Per acabar, el parc intenta reduir al màxim la producció de residus i la petjada ecològica gràcies a la promoció de la reutilització de la matèria orgànica. És per això que es realitza el compostatge de les restes botàniques que s'hi recullen.